# Arte de acción

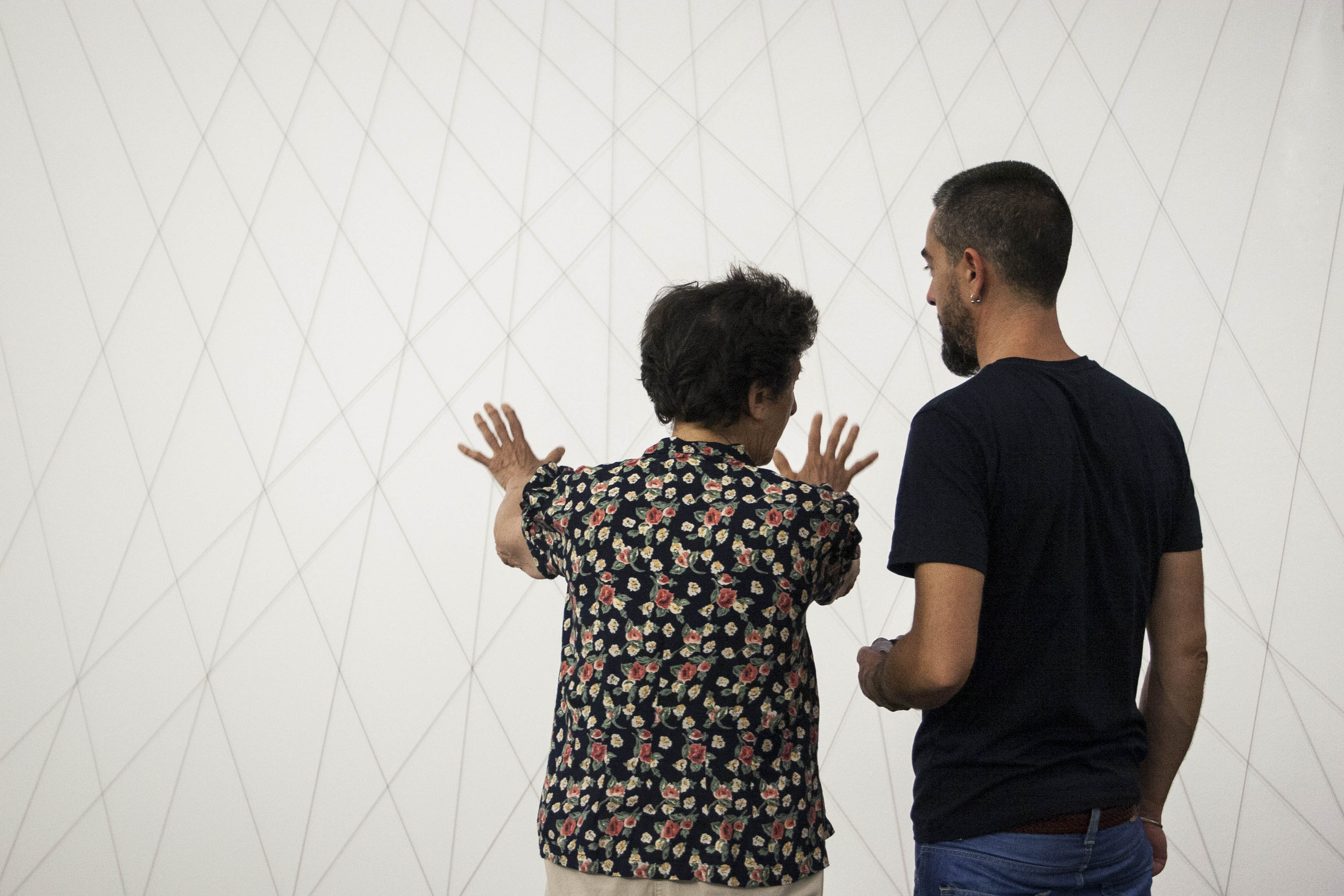
Esther Ferrer en una exposición de la Col·lecció.

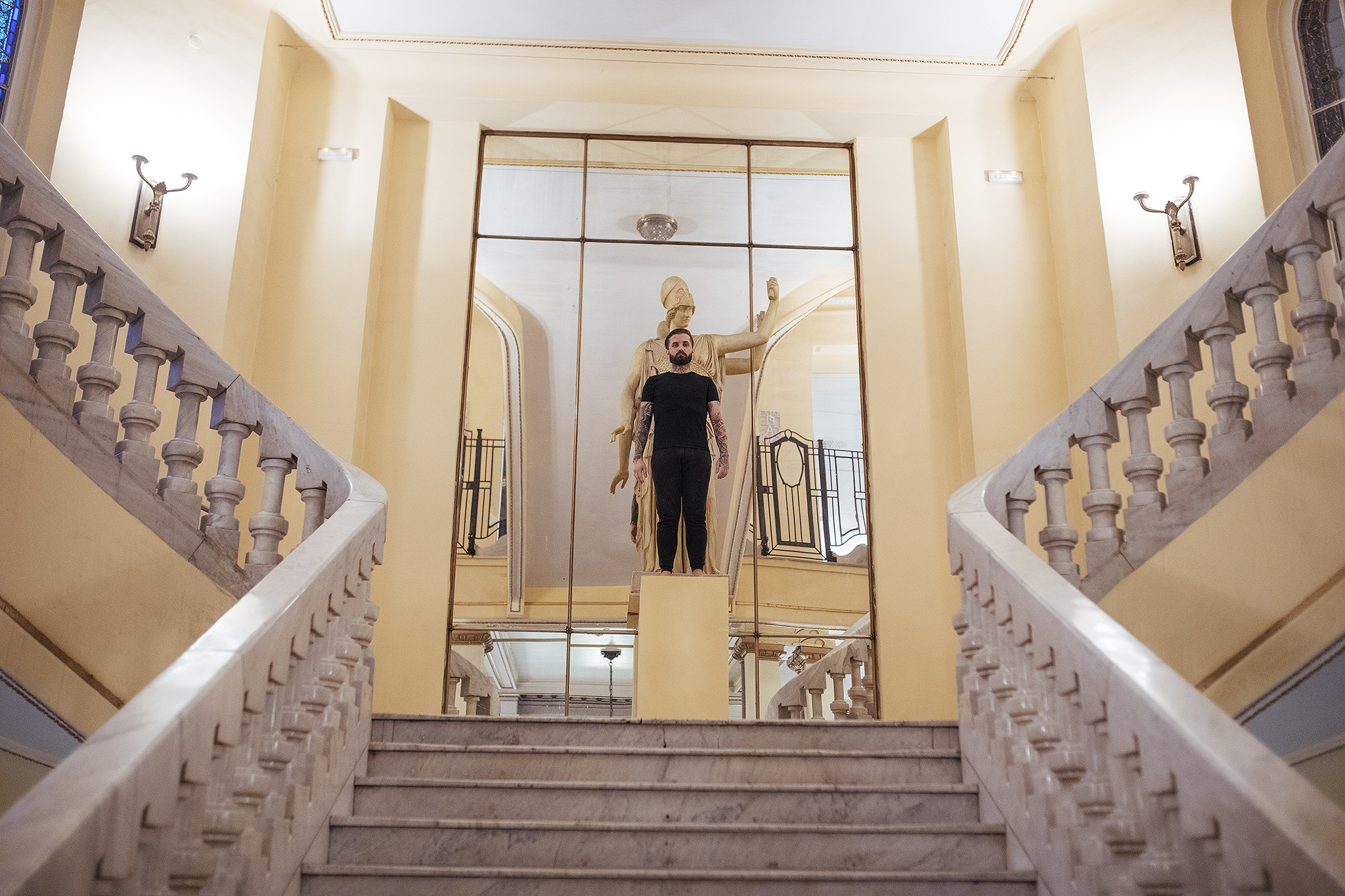
El artista Abel Azcona durante la obra La muerte del artista en el Círculo de Bellas Artes de Madrid.

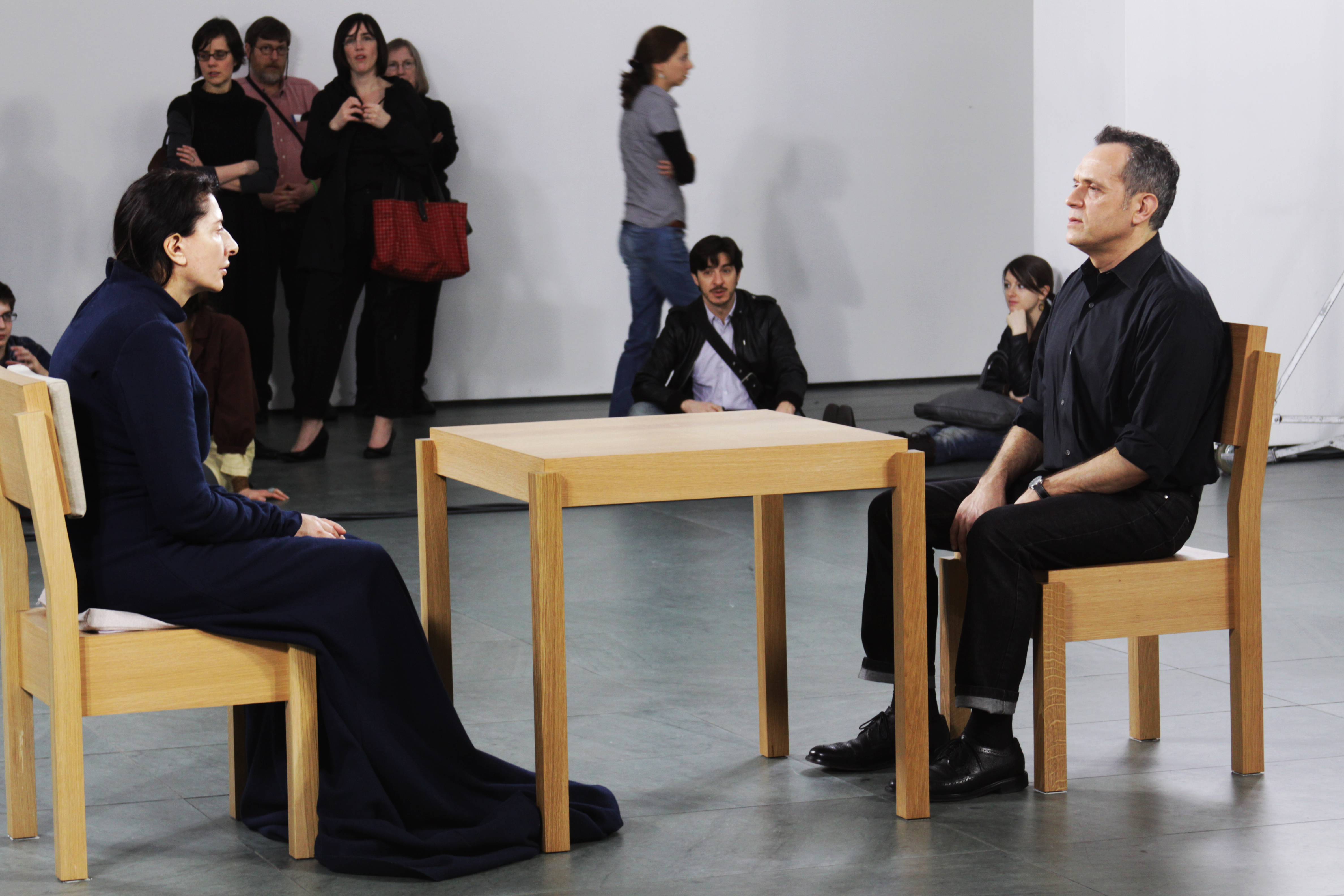
Marina Abramović: La artista está presente MoMa.

Se denomina arte de acción (action art o life art) a un grupo variado de técnicas o estilos artísticos que hacen énfasis en el acto creador del artista, en la acción y el proceso. Este proceso del artista puede ser en solitario o acompañado por otras personas.
El término fue creado por Allan Kaprow, que señaló la interrelación entre el artista y el espectador en el momento de creación artística. También cabe destacar el aspecto efímero de muchas de estas creaciones, elemento a menudo presente en la mente del artista en la concepción de su obra. Se podría decir que el arte de acción nació en los años 1920 con el dadaísmo y el surrealismo, en montajes artísticos como el collage y el assemblage; sin embargo, el movimiento cobrará importancia especialmente desde los años 1960, con grupos como Fluxus y Gutai. Entre las múltiples formas de expresión del arte de acción figuran el happening, la performance, el environment y la instalación.

## Introducción
A partir de los años 1960, los países de la Europa occidental entraron en una etapa de prosperidad económica, gracias a su desarrollo industrial y tecnológico. A pesar de ello, la sociedad occidental no pudo evitar el malestar generalizado que casi siempre emergía en forma de contestación juvenil. Se produjo una protesta contra las estructuras autoritarias de la sociedad industrial; prueba de ello son el movimiento hippie, las diversas formas de contracultura norteamericana y los movimientos estudiantiles de la vieja Europa, en especial el Mayo Francés de 1968, que confluyó con las luchas sindicales de la clase obrera.
Como era de esperar, toda esta agitación política y la creciente conciencia social tuvieron su influencia directa en el desarrollo del arte. Aunque las motivaciones fueron de toda índole (política, estética, ecológica, estructuralista ...) el resultado común fue un creciente interés por el «contexto» y la asunción de la prescindibilidad del objeto de arte único.
De este modo surgió el deseo de huir de la posición elitista del arte y del artista. Consecuentemente, comenzó a perderse el interés por las tradicionales connotaciones de estilo, valor y aura que acompañaban al objeto artístico. Al mismo tiempo, surgió la necesidad de ridiculizar el sistema de mercado que los propios objetos artísticos engendraban y en el que se movían.

## Arte y acción
Aunque el arte de acción propiamente dicho haga referencia a un conjunto de actividades llevadas a cabo por determinados grupos de artistas o por algunas personas que trabajaron en solitario a lo largo de los años 1950 y en la siguiente década, no deja de ser cierto el hecho de que ya en el período de las primeras vanguardias hubo momentos en los que, durante las llamadas veladas futuristas o sesiones dadaístas, se desarrollaron acciones que bien pueden considerarse como precursoras de las más recientes.
A comienzos de los años 1950, en el Black Mountain College de Carolina del Norte, el músico John Cage y el coreógrafo Merce Cunningham protagonizaron algunas de esas acciones que, más tarde, se llegarían a considerar como auténticos happenings. Del mismo modo, para algunos historiadores del arte contemporáneo, el arte de acción de Jackson Pollock también podría ser considerado como precedente de aquellos.
La enorme dificultad que se presenta a la hora de definir lo que es un happening ha hecho que se haya optado por huir del pragmatismo que implica cualquier definición y, en cambio, se prefiera aludir a una serie de características que, en líneas generales, confluyen en la mayor parte de actividades conocidas bajo esa denominación.
Así, en primer lugar conviene desechar la idea de que se trata de una representación, pues un happening es, ante todo, una vivencia, poniéndose de relieve la estrecha relación existente entre el arte y la vida. Un happening no tiene ni un comienzo, ni medio, ni fin estructurados. Su forma es abierta y fluida. Con el happening no se persigue nada en concreto y, por tanto, tampoco se gana nada, salvo la certidumbre de que existen unas situaciones determinadas de acontecimientos a los que se está más atento que de ordinario. Solo se dan una vez y luego desaparecen para siempre; son la más pura expresión del arte efímero.
El descubrimiento del ready-made en el siglo XX trajo consigo la posibilidad de que descontextualizando un objeto cualquiera, éste pudiera pasar a entenderse dentro de la categoría de lo artístico. Más tarde, como consecuencia de tal descubrimiento, se vería la posibilidad de llegar a descontextualizar un hecho y a ese fenómeno se le llamó happening. Una de las características esenciales que se dan en el happening es el ponerse de manifiesto su función mágica, por medio de diversas acciones que conllevan aspectos rituales. El propio Mircea Eliade llegó a apuntar que en los nuevos comportamientos artísticos existían elementos relacionables con nuevos ritos y nuevos cultos. Como quiera que, en no pocas ocasiones, en los happenings desarrollados a lo largo de los años 1960 existieron toda una serie de fenómenos relativos a la sexualidad, Eliade afirmaría que ésta ha sido siempre y en todas partes un acto integral y, por consiguiente, un medio de conocimiento.
La reconquista de la función mágica del arte se encuentra estrechamente vinculada al deseo por parte de algunos artistas de alzarse en contra del acelerado proceso de industrialización y del triunfo de la civilización tecnocrática. La pretensión inicial de todo happening es que llegue a interesar a un número importante de personas, con objeto de que colaboren en su creación y desarrollo. Así, llegó a determinarse que para que se cumpliera esa premisa, un happening no debía ser ni demasiado agresivo, ni tampoco demasiado provocativo, ya que esos factores inhibían a las personas y no las dejaban participar. El happening desencadenó toda una serie de nuevas modalidades artísticas, como pudieran ser las relacionadas con el Body-art o bien con las llamadas performances.
Uno de los lugares donde antes aparecieron los happenings fue Japón, con la creación del grupo Gutai en 1954, en el que participaron muchos artistas, todos ellos pertenecientes a la región de Kansai que engloba las ciudades de Kobe, Kioto y Osaka. El fundador del grupo fue Jiro Yoshihara, que había iniciado su trayectoria como pintor influido por el surrealismo ya en los años 1930. El carácter extraordinariamente innovador de las actividades llevadas a cabo por dicho grupo quedó recogido en el boletín Gutai, gracias al cual también lograron difundirse, pues los textos estaban escritos en japonés e inglés. En las acciones ejecutadas por el propio Yoshihara o por otros miembros del grupo, como Sadamasa Motonaga, Kazuo Shiraga, Akira Kanayama, Saburo Murakami, Shozo Shimamoto o Atsuko Tanaka, por citar algunos de ellos, puede apreciarse cómo les afectó la terrible experiencia de Hiroshima y Nagasaki. En algunas acciones se empleaba humo para envolver a los participantes en una nube que casi llegaba a producir la sensación de asfixia; otras veces las acciones implicaban una agresividad importante, por plantear situaciones en las que el fenómeno destructivo era el que prevalecía sobre cualquier otro.
El grupo Fluxus, en Alemania, desarrolló a principios de los años 1960 una modalidad de happening específica, en tanto que sus acciones tenían una estructura previa sólida, de manera que el carácter imprevisible inherente a la improvisación no era uno de los factores esenciales. El propio concepto de Fluxus deriva del latín y alude a la idea de «fluir». George Maciunas fue el fundador de Fluxus en Wiesbaden, el año 1962. Fueron muchos los artistas procedentes de distintos lugares de Alemania, así como de otros lugares de Europa e incluso de Norteamérica, que se sintieron atraídos por la idea de participar con sus acciones en Fluxus como Nam June Paik, Yōko Ono, Wolf Vostell, Charlotte Moorman, y Emmett Williams. Uno de los artistas que comenzó a ser conocido gracias a los environments y acciones efectuadas en su seno fue Joseph Beuys, quien, con el paso del tiempo, ha llegado a convertirse en el artista más significativo de todo el período correspondiente a la segunda mitad de siglo. Das Theater ist auf der Straße (El teatro está en la calle) de Wolf Vostell es el primer happening en Europa. La mayor parte de los happenings efectuados en Europa poseen como común denominador el hecho de que, por lo general, son críticas contra los sistemas y, a veces, reivindican posturas que coinciden con ciertas actitudes ecologistas.

## Performance
Término utilizado en los años 1970 que, debido a la influencia del vocabulario anglosajón, reemplaza a la «acción», para designar las realizaciones públicas que proponen los artistas pertenecientes a corrientes que requieren la presencia de espectadores para llevar a cabo sus obras (Fluxus, Body Art, Accionismo vienés...). La performance es heredera de una larga historia, ya que, desde las primeras décadas del siglo, el futurismo y, sobre todo, las manifestaciones dadaístas, hacen surgir una directa relación entre el arte y la presencia física del artista. Durante los años 1950, fenómenos tan heterogéneos como la Action Painting, Gutai o las Antropometrías de Klein, comienzan a conferir al hecho corporal cierta autonomía respecto a la actividad pictórica.
Pero los primeros hapennings de Cage, y luego los realizados en Estados Unidos y en Europa, así como los «events» de Fluxus, constituyen la fuente más determinante de la performance. La performance, que conlleva la presencia del artista y la utilización de accesorios y un guion más o menos preciso, tiene relación con determinados aspectos de una situación teatral, reivindicando sin embargo una transgresión de las formas tradicionales del arte para ahondar en el cuerpo, los datos sensoriales, la palabra, el gesto y los comportamientos sociales.
Desde este punto de vista, Beuys será el artista más sintomático de los problemas propios de esta práctica, en la que el acto artístico, inmediatamente consumible, solo puede ser posteriormente difundido por el vídeo y la fotografía. Fuera de estos soportes, no subsisten, en efecto, de una performance, sino un «decorado» y unos objetos inertes, eventualmente vendibles en calidad de recuerdos o fetiches.